# Кзыл-Чишма (Черемшанский район)
 Кзыл-Чишма  — деревня в Черемшанском районе Татарстана. Входит в состав Новокадеевского сельского поселения.

## География
Находится в южной части Татарстана на расстоянии приблизительно 19 км по прямой на северо-запад от районного центра села Черемшан.

## История
Основана в 1930-х годах.

## Население
Постоянных жителей было: в 1938 году — 444, в 1949—490, в 1958—418, в 1970—263, в 1979—141, в 1989 — 48, в 2002 − 56 (татары 100 %), 34 в 2010.